# Chiapas
Chiapas er en stat i den sydøstlige del af Mexico. Chiapas grænser op til de mexicanske stater Tabasco mod nord, Veracruz mod nordvest og Oaxaca mod vest. Mod øst har 
Chiapas grænse til Guatemala og mod syd til Stillehavet. Chiapas har et areal på 73.887 km².
I 2003 blev indbyggertallet anslået til 4.224.800. Cirka 1 million indbyggere er efterkommere af den oprindelige befolkning i Mellemamerika og Caribien. Mange af Chiapas' indbyggere er fattige bønder bosiddende i landlige områder. Omkring en tredjedel af befolkningen er helt eller overvejende af mayaafstamning. I de landlige områder taler mange næsten intet spansk; i alt omkring 250.000 indbyggere.
Statens hovedstad hedder Tuxtla Gutiérrez, den økonomisk vigtigste by er Tapachula, mens turister bedst kender byen San Cristóbal de Las Casas. I Chiapas ligger blandt andre også de gamle mayaruinbyer Palenque, Yaxchilan, Bonampak, Tonina og Chinkultic.
I kolonitiden blev Chiapas regeret fra Guatemala. Da Guatemala i 1823 blev selvstændig, blev Chiapas en del af Mexico.
Chiapas har en af de højeste grader af fejlernæring i Mexico, og det anslås at berøre mere end 40 procent af befolkningen. I 1994 blev delstatens navn i hele verden efter zapatisternes opstand. Zapatisterne, der har slået sig sammen i EZLN (Ejército Zapatista de Liberación Nacional), kæmper for den oprindelige befolknings rettigheder og udvikling, mod følgerne af globaliseringen.
I begyndelsen af oktober 2005 var Orkanen Stan årsag til en af de største naturkatastrofer ikke kun i Chiapas, men også i Hidalgo, Oaxaca, Puebla og Veracruz.
Delstatens ISO 3166-2-kode er MX-CHP.
1. ↑  books.google.es, hentet 1. november 2017 (fra Wikidata).